# رولف بيكر
رولف بيكر (بالألمانية: Rolf Becker) (و. 1935 – م) هو ممثل، وممثل مسرحي، وكاتب سيناريو، وممثل صوت، وممثل أفلام من ألمانيا . ولد في لايبزيغ .

## روابط خارجية
- رولف بيكر على موقع IMDb (الإنجليزية)
- رولف بيكر على موقع مونزينجر (الألمانية)
- رولف بيكر على موقع ألو سيني (الفرنسية)
- رولف بيكر على موقع ميوزك برينز (الإنجليزية)
- رولف بيكر على موقع أول موفي (الإنجليزية)
- رولف بيكر على موقع قاعدة بيانات الأفلام السويدية (السويدية)
- رولف بيكر على موقع ديسكوغز (الإنجليزية)
- رولف بيكر على موقع قاعدة بيانات الفيلم (الإنجليزية)
- رولف بيكر على موقع كينوبويسك (الروسية)